# Dragon porté

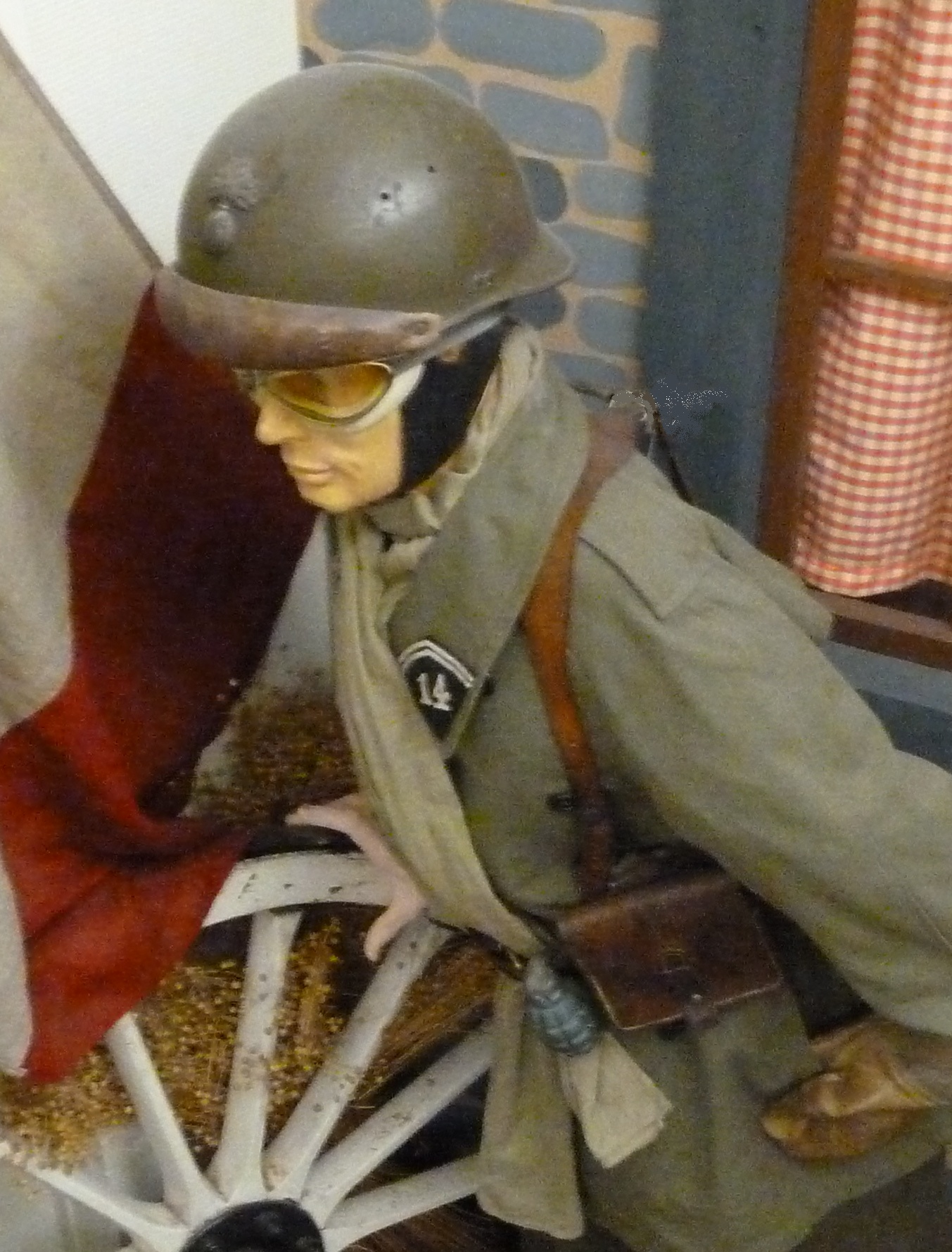
Uniforme d'un dragon porté du 14e régiment de dragons portés au Musée du Souvenir Bataille de la Meuse Mai 1940.

Un dragon porté est un type de combattant de la cavalerie française. De 1928 à 1940, ils constituent l'infanterie motorisée des divisions de cavalerie françaises.
Un régiment de chasseurs (à cheval) portés et un autre de chasseurs d'Afrique portés sont créés sur ce modèle, à ne pas confondre avec les bataillons de chasseurs portés des divisions cuirassées.

## Historique
En 1928, il est décidé de remplacer les groupes de chasseurs cyclistes affectés aux cinq divisions de cavalerie par des bataillons de dragons portés (BDP). Le 1re division de cavalerie reçoit le 1er BDP, la 2e le 3e BDP, la 3e le 2e BDP, la 4e le 4e BDP et la 5e le 5e BDP.

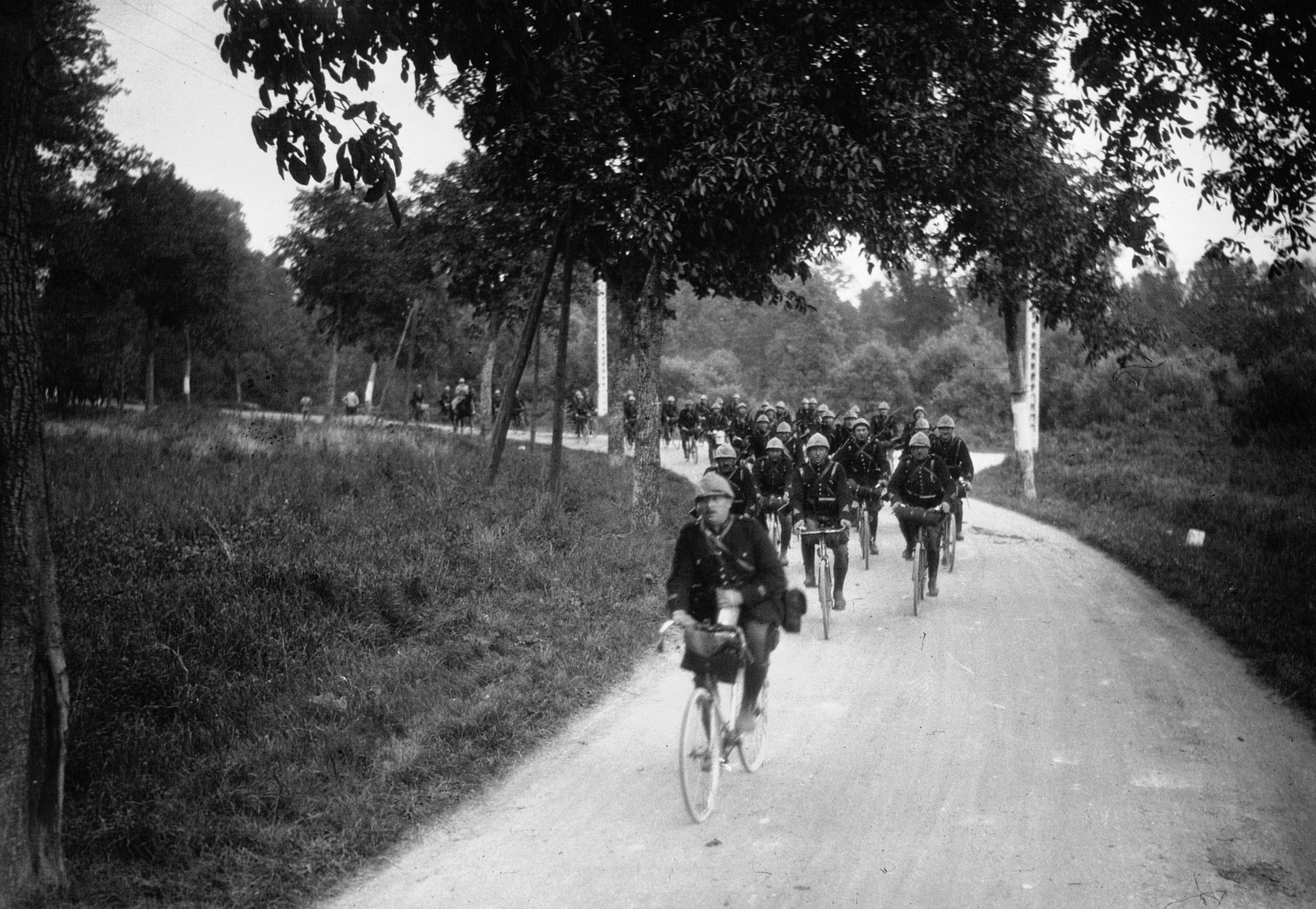
Dragons portés cyclistes (3e BDP) près de Neufchâtel-sur-Aisne lors des manœuvres de septembre 1931.

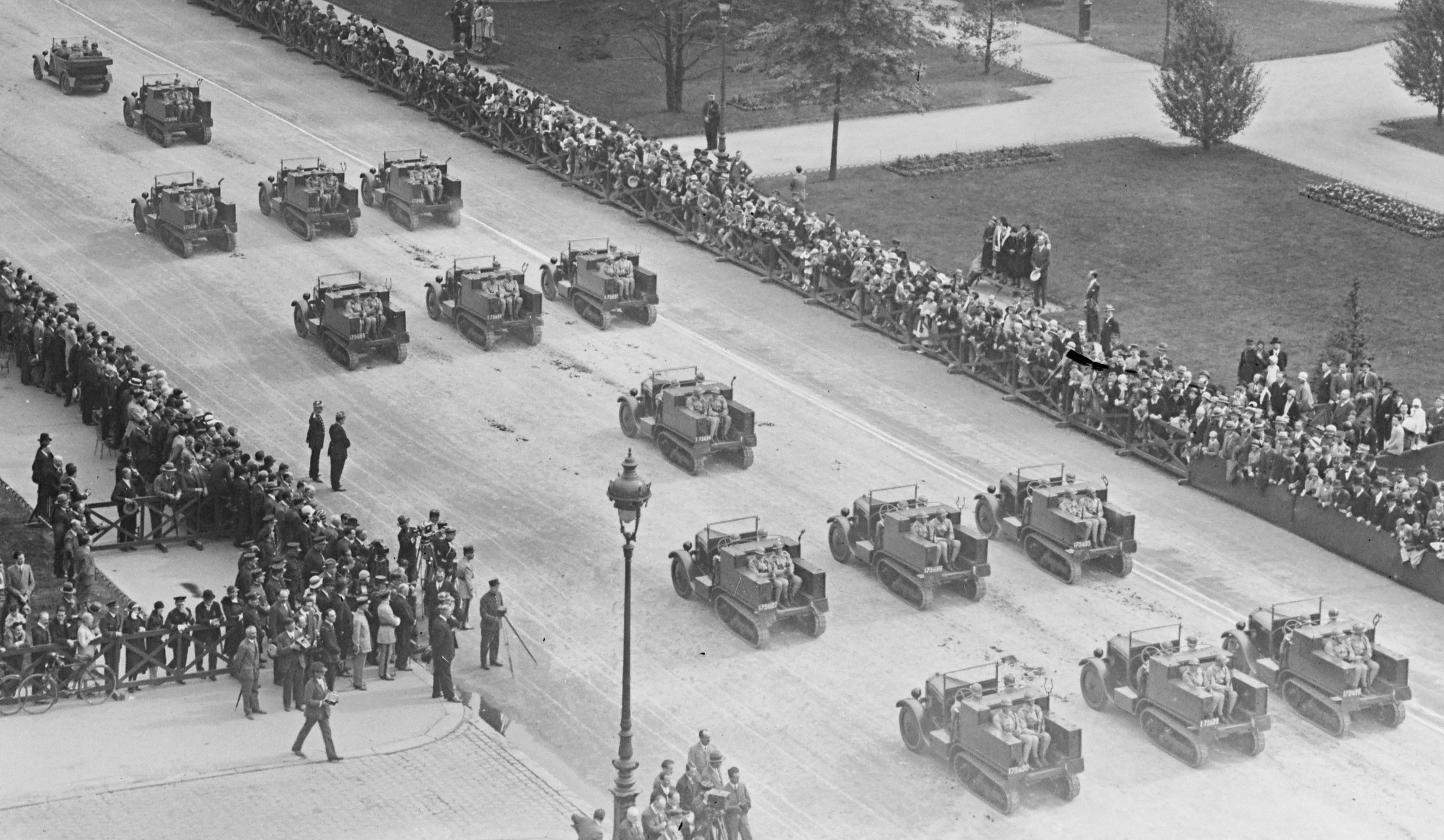
Défilé de deux pelotons de dragons portés (2e BDP) sur voitures mitrailleuses de dragons portés P10-1929 le 14 juillet 1930 à Paris.

Mis sur pied en 1929, les cinq BDP sont équipés d'une vingtaine de semi-chenillés Citroën-Kégresse P10-1929 destinés au transport des pelotons de mitrailleurs et d'engins tandis que les fusiliers-éclaireurs sont toujours équipés de bicyclettes pliantes Gérard. Ces dernières sont remplacées par des Citroën-Kégresse P19 (it), en commençant en 1929 par le 4e BDP et en terminant en 1933 pour les autres bataillons. En parallèle, les BDP sont rééquipés en side-cars, initialement du modèle René Gillet type G. Le 5e BDP reçoit en 1930 un premier escadron complet sur side-cars,.
Les voitures de dragons portés (VDP) ne sont initialement pas blindées. Le ministère de la Guerre lance en 1930 le programme de la voiture type K, légèrement blindée, mais l'expérience, notamment menée lors des exercices combinés de septembre 1932, n'est pas concluante. Les dragons portés restent dotés de véhicules non blindés :  ils sont destinés à se déplacer rapidement pour occuper le terrain et non à combattre avec leurs véhicules.
En 1935, est créée la première division légère mécanique (DLM), et en octobre 1936 le 4e BDP devient 4e régiment de dragons portés (RDP) de la 1re DLM. Le même mois, le 1er BDP devient 1er RDP et est rattaché l'année suivante à la nouvelle 2e DLM.
En temps de paix, les régiments de dragons portés des divisions légères mécaniques comptent deux bataillons à quatre escadrons, le troisième étant formé à la mobilisation. Les VDP Citroën-Kégresse sont renforcés par des Lorraine 28 (it) (au 4e RDP) et par Laffly S20 TL (de) (d'abord au 1er RDP à partir de 1937 puis au 11e RDP et enfin au 7e RDP en 1940). Jusqu'au début de l'année 1939, seul le premier bataillon des RDP est doté de ces nouveaux matériels, le second restant sur P19 et le troisième (non mobilisé) de camionnettes.
À la mobilisation de septembre 1939, quatre nouveaux régiments à deux bataillons sont créés : le 11e, le 12e, le 14e et le 15e RDP. Ces régiments, regroupés dans la 1re et la 2e brigade de dragons portés, sont mal équipés et leurs éléments sont transportés dans des autocars de réquisition ou des camionnettes,.
À partir de décembre 1939, les brigades de dragons portés sont dissoutes. Les bataillons de dragons portés des divisions légères (de cavalerie) deviennent des régiments de dragons portés, à deux bataillons de trois escadrons (l'un sur VDP P19 et l'autre sur camionnettes),. Le 11e RDP devient en février 1940 le régiment porté de la nouvelle 3e DLM et est rééquipé de matériel neuf. En Tunisie, la 6e division légère de cavalerie reçoit le 2e régiment de chasseurs d'Afrique portés. Enfin, le 7e RDP, de nouvelle formation et destiné à une quatrième DLM, rejoint mi-mai 1940 la 4e division cuirassée.
Lors du rééquipement des régiments de dragons portés début juin 1940, les Laffly sont partiellement remplacés par des GMC ACK 353. Chaque division légère mécanique reçoit un second régiment de dragons portés. À la 4e et la 7e DLM, ce deuxième régiment est un des anciens régiments montés de la 1re et de la 4e DLC : 1er régiment de chasseurs portés et 31e RDP. Le 12e RDP et le 17e RDP sont créés mi-juin 1940 et rejoignent respectivement la 1re et la 3e DLM. À la 2e DLM, ce rôle est tenu par le bataillon porté composite de Manceron, formé de divers soldats de la division privés de leurs autres matériels. L'infanterie de la 10e brigade de cavalerie blindée polonaise (armée par la France) est également organisée sur le modèle des RDP mais seulement deux escadrons motocyclistes, un escadron du 24e régiment de lanciers (en) et un autre du 10e régiment de chasseurs à cheval (pl), seront engagés.

## Organisation des bataillons et régiments de dragons portés

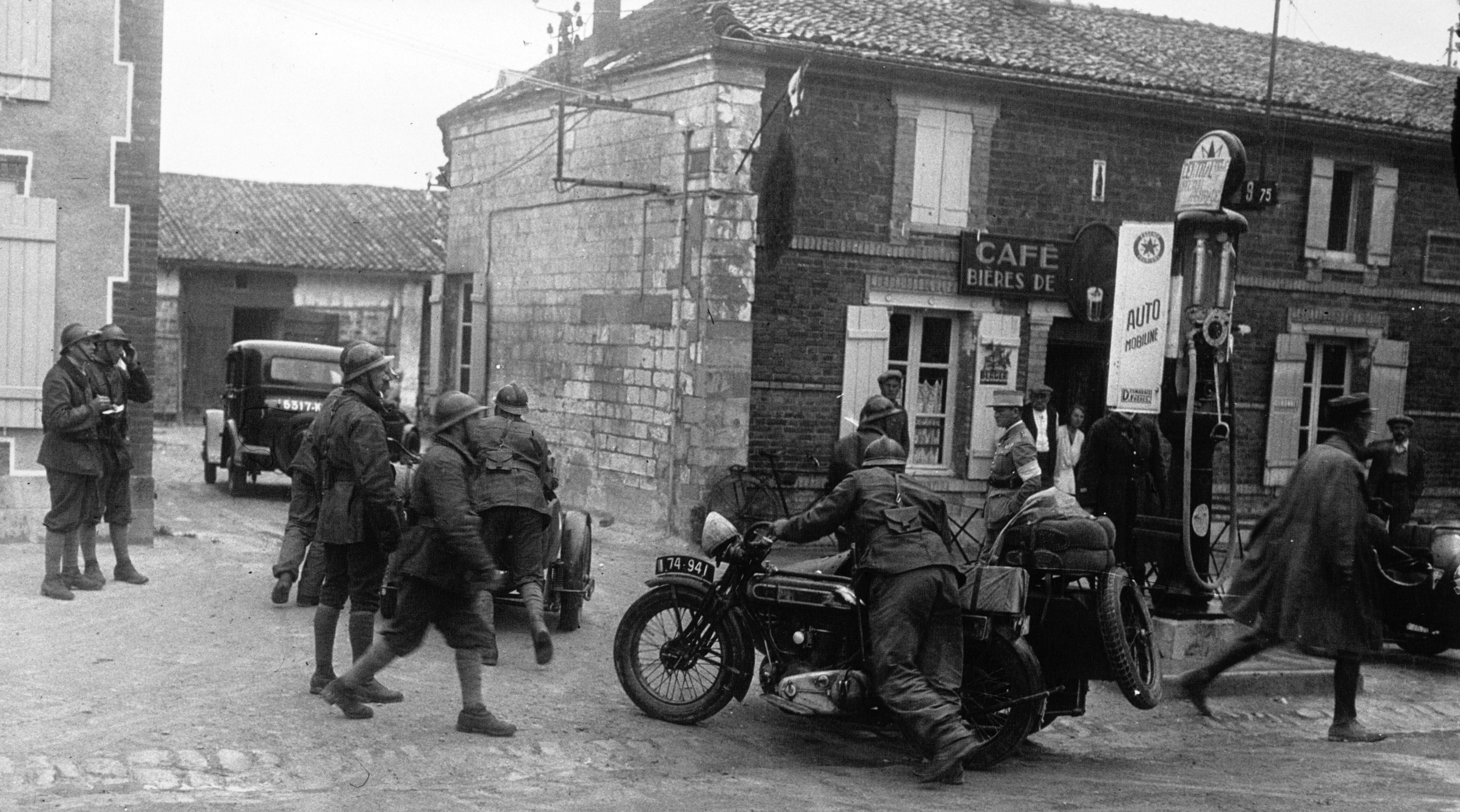
Motocyclistes de la 4e division de cavalerie (probablement du 4e BDP) lors des manœuvres de septembre 1932.

### Bataillon de dragons portés de division de cavalerie type 1932
Les 2e, 3e et 5e BDP sont organisés sur ce modèle de 1933 à 1939, le 1er BDP et le 4e BDP jusqu'en 1936,,
- État-major
- Un escadron hors-rang (P19)
- Un escadron motocycliste[3]
- Deux escadrons de fusiliers portés (P19)
- Un escadron de mitrailleurs et d'engins (P17/P19)

### Régiment de dragons portés de DLM (en temps de paix)

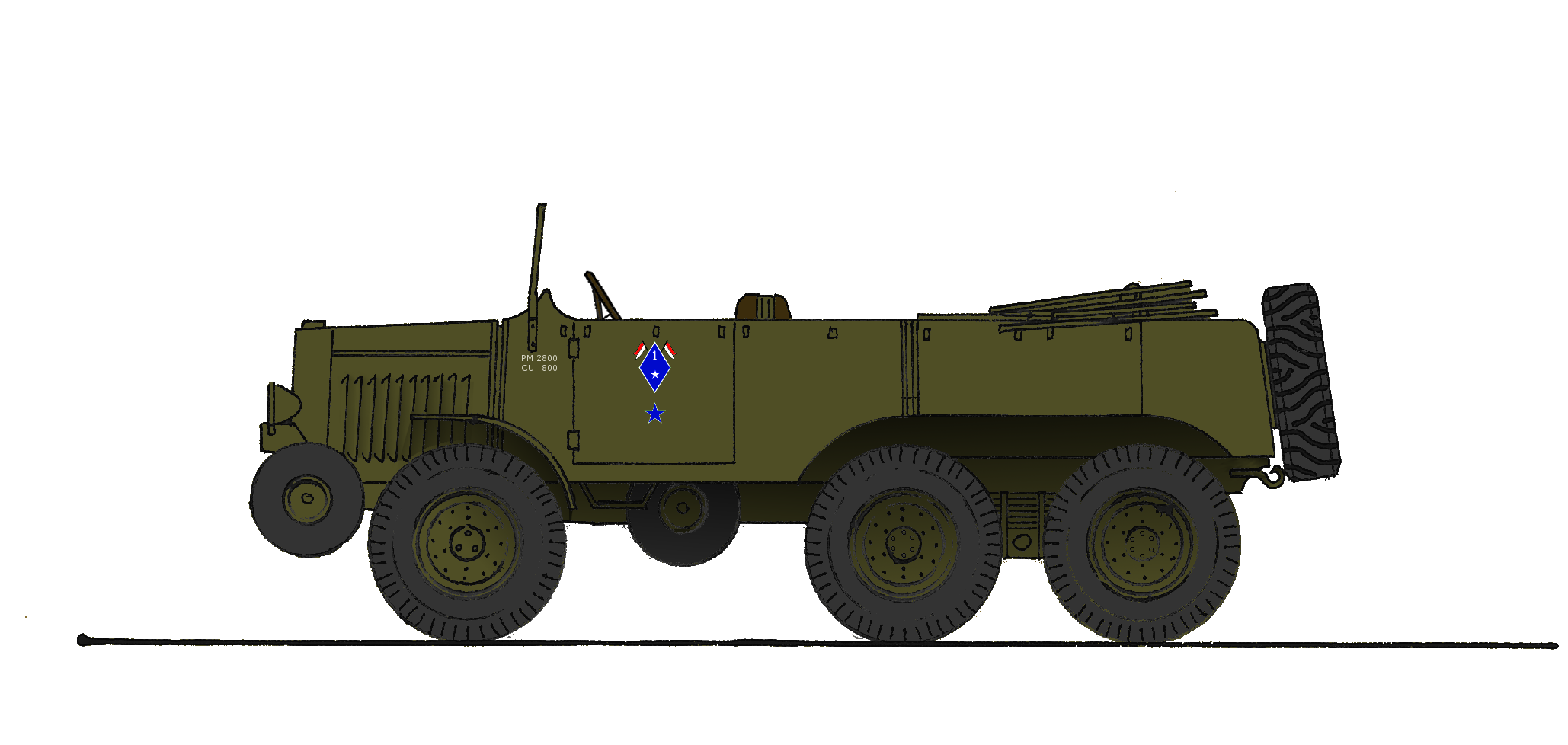
Profil d'une voiture de liaison tout-terrain Laffly S15 R du 1er RDP, vers 1936-1939.

Le 1er et le 4e RDP sont organisés selon ce modèle à partir de 1936, :
- État-major
- Un escadron hors-rang
- Deux bataillons :
  - Un escadron mixte AMR/motos (AMR 35 et side-cars)
  - Deux escadrons de fusiliers-voltigeurs portés (P19/Lorraine 28/Laffly S20TL)
  - Un escadron de mitrailleuses et d'engins (P19/Lorraine 28/Laffly S20TL)

### Régiment de dragons portés de DLM (en temps de guerre)

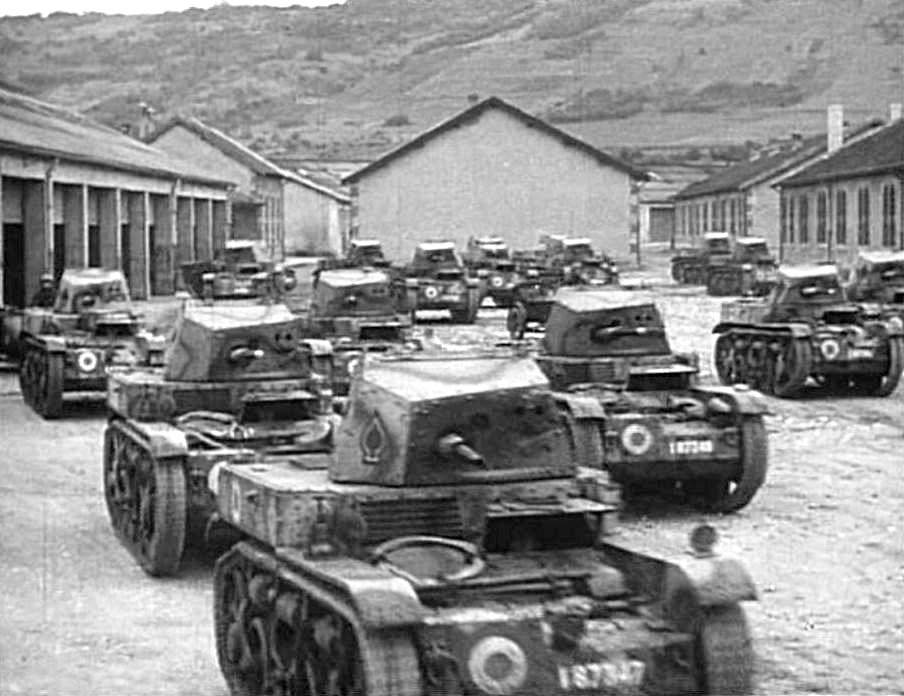
AMR 35 du 4e RDP en 1940.

Le 1er et le 4e RDP sont organisés sur ce modèle,,, tout comme le 11e RDP à partir de 1940.
- État-major
- Trois bataillons :
  - Un escadron d'AMR (AMR 35, sauf H35 et H39 au 11e RDP[20])
  - Un escadron de fusiliers-voltigeurs motocyclistes (Lorraine 28/Laffly S20TL)
  - Deux escadrons de fusiliers-voltigeurs portés (Lorraine 28/Laffly S20TL)
  - Un escadron de mitrailleuses et d'engins portés (Lorraine 28/Laffly S20TL)

### Régiment de dragons portés de réserve générale
Les 11e, 12e, 14e et 15e RDP sont créés en septembre 1939 sur ce modèle,,:
- Un escadron motocycliste
- Deux escadrons de fusiliers-voltigeurs portés (autocars/camionnettes)
- Un escadron de mitrailleuses et d'engins (autocars/camionnettes)

### Régiment de dragons portés de brigade légère motorisée
Les 2e, 3e, 5e, 14e et 15e RDP sont organisés selon ce modèle à partir de décembre 1939 :
- Deux bataillons composés ainsi :
  - Un escadron mixte AMR/motocyclistes (AMR 33)
  - Un escadron de fusiliers-voltigeurs portés (P19/camionnettes)
  - Un escadron de mitrailleuses et d'engin (P19/camionnettes)

Le 2e régiment de chasseurs d'Afrique portés est constitué de la même façon mais ses AMR sont des Schneider P16.

### 7erégimentde dragons portés
Le 7e RDP, prévu pour une 4e DLM mais affecté à la 4e DCr, n'a jamais eu ses dotations complètes :
- Deux bataillons composés ainsi :
  - Un escadron de reconnaissance motocycliste (sur side-cars)
  - Deux escadrons de fusiliers-voltigeurs portés (Laffly S20TL)
  - Un escadron de mitrailleuses et d'engin (Laffly S20TL)

Le IIIe bataillon a été séparé du régiment et rattaché au groupement de Langle, du 7e régiment de cuirassiers.

### Régiment de dragons portés de type réduit
Cette organisation est celle du 14e RDP et du 31e RDP après la réorganisation début juin 1940 pour former la 7e DLM, celle du 1er chasseurs et 5e RDP de la 4e DLM, ainsi que celle du 1er RDP et du 4e RDP reconstitués début juin 1940,. Cette organisation est également celle du bataillon porté de Manceron, du 12e RDP de juin 1940 et du 17e RDP.
- Un escadron mixte automitrailleuses/motocyclistes (avec sept AMD White-Laffly à la 7e DLM ou quelques AMR 35 au 1er RDP) ou un escadron de motocyclistes (sans automitrailleuses, avec les autres RDP)
- Trois escadrons de fusiliers-voltigeurs portés (GMC/Laffly S20TL)
- Un escadron de mitrailleuses et d'engins (GMC/Laffly V15T)